# Руєць
Ру́єць (болг. Руец) — село в Тирговиштській області Болгарії. Входить до складу общини Тирговиште.

## Населення
За даними перепису населення 2011 року у селі проживали 717 осіб.
Національний склад населення села:
| Національність   | Кількість осіб | Відсоток |
| ---------------- | -------------- | -------- |
| турки            | 518            | 72,4%    |
| болгари          | 175            | 24,5%    |
| не визначились   | 19             | 2,7%     |
| Всього відповіли | 715            |          |

Розподіл населення за віком у 2011 році:
Динаміка населення: